# Directors Guild of America

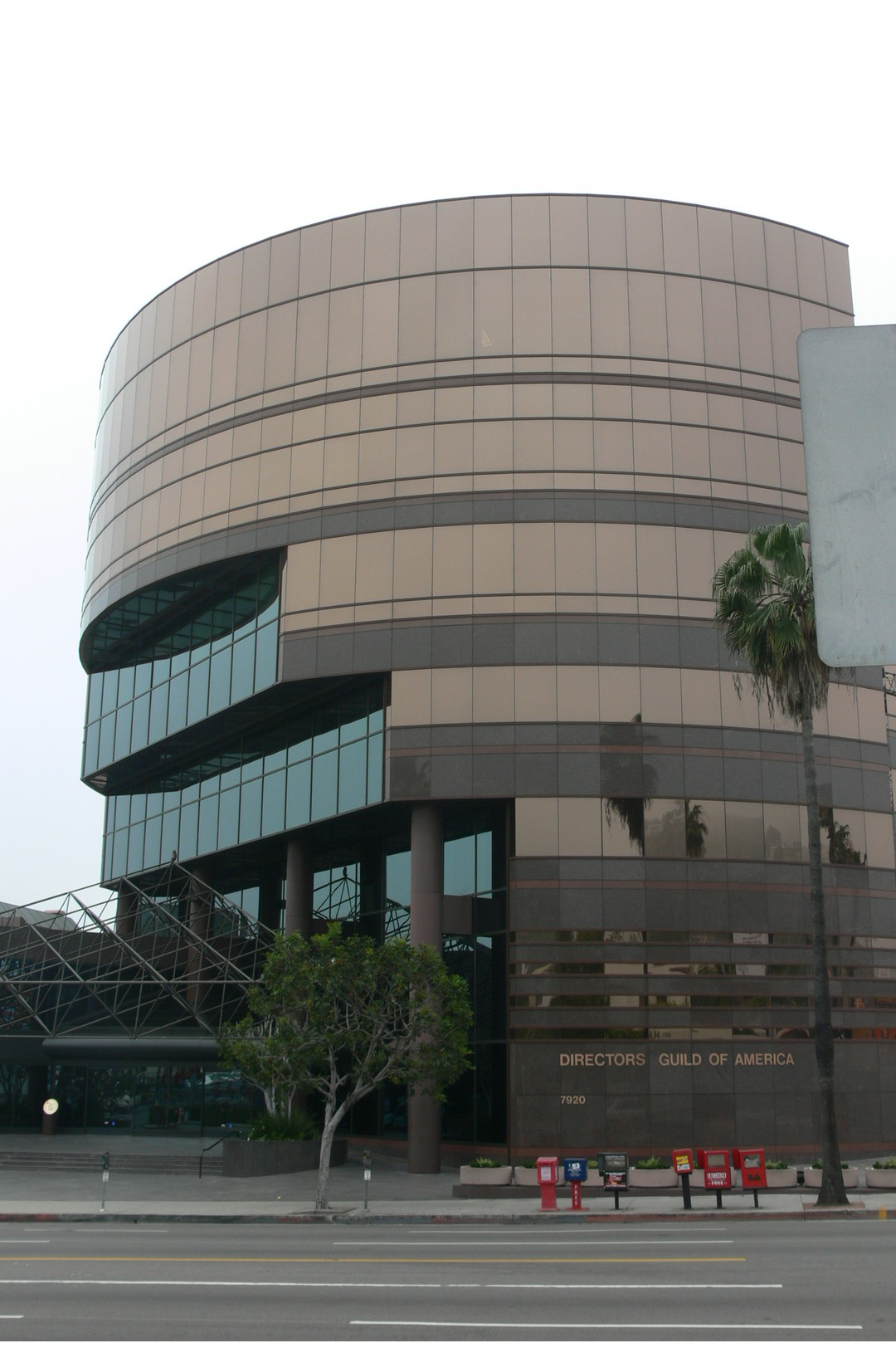
Het hoofdkantoor van de DGA in Hollywood

De Directors Guild of America (DGA) is de vakbond die de belangen behartigt van film- en televisieregisseurs in de Verenigde Staten. De bond werd in 1936 opgericht onder de naam Screen Directors Guild, en heet sinds 1960 DGA.

## Overzicht
De DGA is een vakbond die zich richt op het organiseren van een individueel beroep in plaats van meerdere beroepen binnen dezelfde industrie. Tot de vakbond behoren onder meer regisseurs, assistent-regisseurs, toneelmanagers en producers voor televisie en film, evenals soortgelijke posities voor de productie van commercials.
Sinds 2005 telt de vakbond zo'n 13.000 leden. Het hoofdkwartier van de DGA is gevestigd aan de Sunset Boulevard in Hollywood, met extra kantoren in New York en Chicago.
De overeenkomst getekend tussen de DGA en de meeste filmbedrijven, verzekert leden van de DGA van een vast salaris en werkomstandigheden. DGA-leden worden vaak ervan weerhouden te werken voor een bedrijf dat niet de voorwaarden heeft ondertekend. Dit heeft er al een paar keer toe geleid dat bedrijven tijdelijk een subdivisie opzetten die de voorwaarden wel ondertekent, om zo een bepaalde film te kunnen maken.
Niet alle regisseurs in Hollywood zijn lid van de DGA. Noemenswaardige regisseurs als George Lucas, Quentin Tarantino, en Robert Rodriguez hebben het lidmaatschap geweigerd of zich later teruggetrokken. Niet-leden zijn vaak niet in staat te regisseren voor de grotere filmbedrijven.
Behalve het regelen van betaling en werkomstandigheden, beschermt de DGA de creatieve rechten van een filmregisseur, zoals het recht om een director's cut te maken van een film. Tevens hanteert de DGA de regel dat een film maar een regisseur mag hebben. Alleen voor erkende teams van regisseurs wordt een uitzondering gemaakt (zoals de Wachowski's).

## Presidenten van de Screen Directors Guild en de DGA
| - 1936–1938 King Vidor - 1939–1941 Frank Capra - 1941–1943 George Stevens - 1943–1944 Mark Sandrich - 1944–1946 John Cromwell - 1948–1950 George Marshall - 1950–1951 Joseph L. Mankiewicz - 1951–1959 George Sidney - 1960–1961 Frank Capra - 1961–1967 George Sidney - 1967–1971 Delbert Mann | - 1971–1975 Robert Wise - 1975–1979 Robert Aldrich - 1979–1981 George Schaefer - 1981–1983 Jud Taylor - 1983–1987 Gilbert Cates - 1987–1989 Franklin J. Schaffner - 1993–1997 Gene Reynolds - 1997–2002 Jack Shea - 2002–2003 Martha Coolidge - 2003–2009 Michael Apted - 2009–2013 Taylor Hackford - 2013-heden Paris Barclay |